# 田中廣臣
- 田中廣臣
- 田中広臣

田中 廣臣（たなか ひろおみ、1967年 - 2018年9月20日）は、日本で活動したミュージカル俳優である。宮崎県日向市出身。劇団四季に所属した。

## 来歴
中央大学文学部卒業後、テーマパークに勤務しダンサーとして活動。音楽座の公演にも数多く出演していた。2000年9月に劇団四季のオーディションに合格し、2001年に入団する。同年はだかの王様で四季の初舞台出演を果たし、以降数多くの作品に出演していた。2017年12月3日のライオンキング東京公演でザズ役に出演したのを最後に休養していたが、2018年9月20日に肝細胞がんにより51歳で死去し、翌9月21日に劇団四季から報道各社にFAXで発表された。

## 主な出演作品
- はだかの王様（モモヒキ）
- 桃次郎の冒険（紙芝居屋、サル）
- クレイジー・フォー・ユー（ユージーン）
- ハムレット（ギルデンスターン）
- ミュージカル異国の丘（大森）
- 解ってたまるか!（甘粕）
- ライオンキング（ザズ）
- アイーダ（ゾーザー）
- 赤毛のアン（牧師/駅長）

夢から醒めた夢　部長　DVDブルーレイキャスト
※括弧内の年は初出演年